# 호리병박 성운
호리병박 성운은 고물자리에 위치한 원시 행성상 성운이다. 거리는 약 5,000 광년(약 47 엑사미터)이다.